# Venus Lux
Venus Lux (nascuda el 10 d'octubre de 1990) és una actriu pornogràfica, directora i productora transsexual nord-americana.

## Inicis
Lux was va néixer i va créixer en Sant Francisco, Califòrnia i és d'origen xinès i mongol. Va treballar com escort, estriper i cambrera abans d'iniciar la seva carrera pornogràfica.

## Carrera
Lux es va introduir en la indústria del cinema per a adults en 2012 després de rebre un email d'un cercador de talents de Kink.com. La seva primera escena va ser per TSPUSSYHUNTERS.COM. Posseeix un estudi anomenat Venus Lux Entertainment.

## Vida personal
En març de 2009, Lux va decidir convertir-se en una dona transsexual. Va començar amb el transvestisme durant unes poques setmanes abans d'iniciar una teràpia hormonal i sotmetre's a una cirurgia d'augment de sins.

## Aparicions en els mitjans
| Any  | Títol                    | Paper        | Notes                                    |
| ---- | ------------------------ | ------------ | ---------------------------------------- |
| 2012 | Brody Stevens: Enjoy It! | Ella mateixa |                                          |
| 2013 | The Naughty Xou          | Ella mateixa | Episodi: "The Brody Stevens Dating Game" |

## Premis i nominacions
| Any  | Cerimònia        | Categoria                                                                          |
| ---- | ---------------- | ---------------------------------------------------------------------------------- |
| 2013 | Premis AVN       | Millor escena de sexe transsexual (amb Annalise Rose i Christian XXX)              |
| 2013 | Premis AVN       | Artista transsexual de l'any                                                       |
| 2013 | Premis XBIZ      | Artista transsexual de l'any                                                       |
| 2014 | Premis AVN       | Millor escena de sexe transsexual (amb Spencer Fox)                                |
| 2014 | Premis AVN       | Millor escena de sexe transsexual (amb Jane Marie, Chanel Couture i Christian XXX) |
| 2014 | Premis AVN       | Artista transsexual de l'any                                                       |
| 2014 | NightMoves Award | Best Transsexual Performer (Fan's Choice)                                          |
| 2014 | Tranny Award     | Best Scene (amb Foxxy)                                                             |
| 2014 | Tranny Award     | Best Sol Site                                                                      |
| 2014 | Tranny Award     | Best Hardcore Model                                                                |
| 2014 | Premis XBIZ      | Artista transsexual de l'any                                                       |
| 2014 | Premis XBIZ      | Transsexual Site of the Year                                                       |
| 2015 | Premis AVN       | Millor escena de sexe transsexual (amb Dana Vespoli)                               |
| 2015 | Premis AVN       | Artista transsexual de l'any                                                       |
| 2015 | Premis XBIZ      | Artista transsexual de l'any                                                       |
| 2015 | Premis XBIZ      | Adult Site of the Year - Transsexual                                               |
| 2017 | Premis AVN       | Artista transsexual de l'any                                                       |
| 2017 | Premis AVN       | Millor escena de sexe transsexual                                                  |
| 2017 | Premis XBIZ      | Artista transsexual de l'any                                                       |